# Byranaikanahalli, Sidlaghatta
Byranaikanahalli là một làng thuộc tehsil Sidlaghatta, huyện Kolar, bang Karnataka, Ấn Độ.